# Apicia notata
Apicia notata är en fjärilsart som beskrevs av Warren. Apicia notata ingår i släktet Apicia och familjen mätare. Inga underarter finns listade i Catalogue of Life.